# Гавайська підобласть

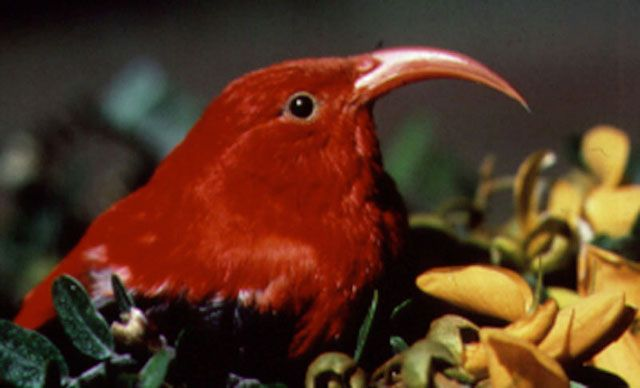
Vestiaria coccinea

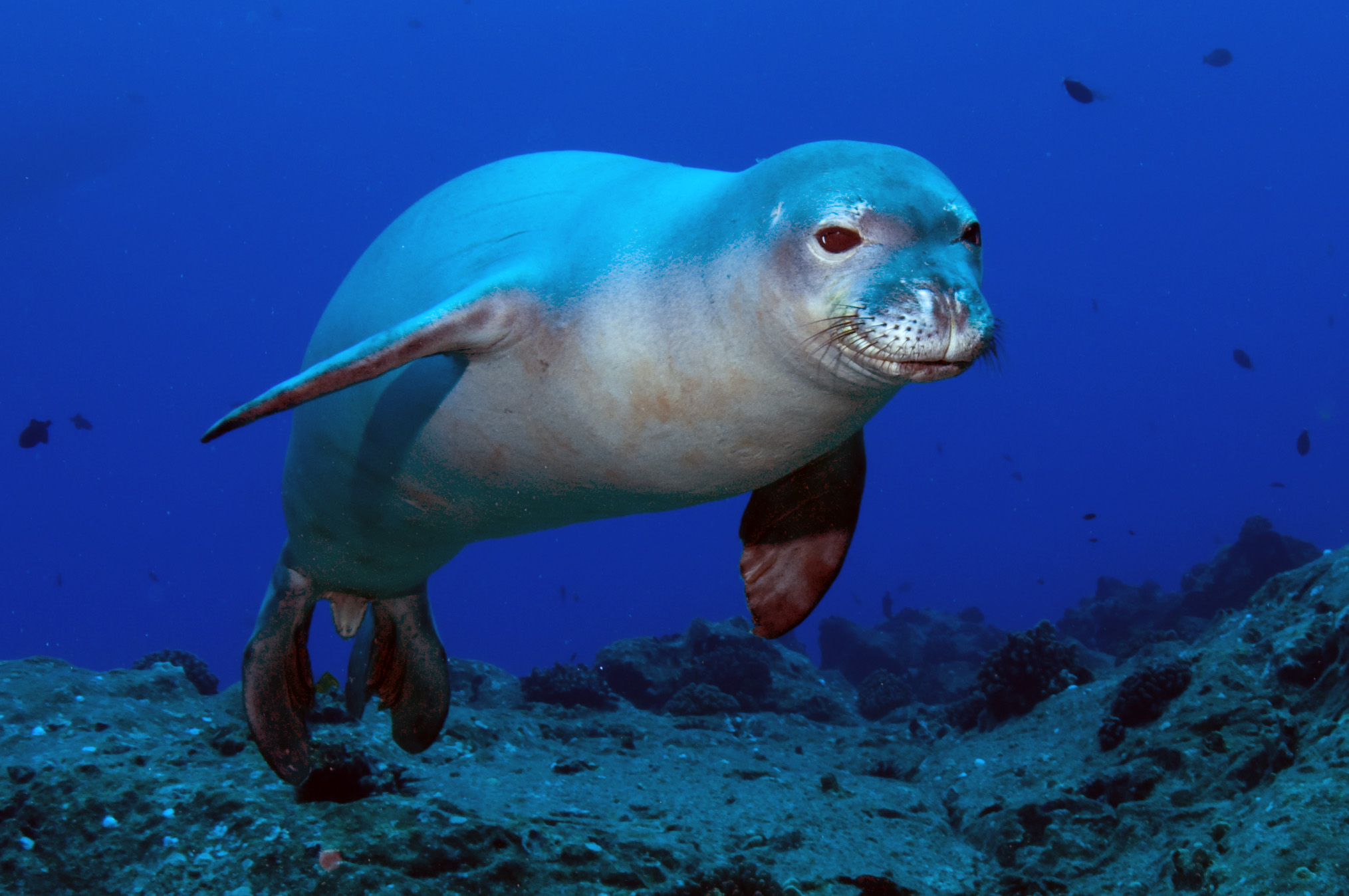
Гавайський тюлень-монах

Гавайська підобласть — підобласть  Австралійської зоогеографічної області суші, що займає територію  гавайських островів, що мають вулканічні походження. Гавайські острови входять в Орієнтальне (Азійське) біогеографічне царство, Тихоокеанську область.
Є одним з найбільш типових і характерних прикладів острівної фауни і за своїм походженням близька до фауни  Полінезії (плазуни), частково — Америки (птахи).
Місцеві ссавці відсутні, крім кажана. З наявних видів всі завезені полінезійцями — щур, собака, свиня, європейцями — хатня миша, або з метою акліматизації — худоба,  мангуст. Також мешкає один вид  кажанів з американського роду Lasiurus . На узбережжі зустрічається Гавайський тюлень-монах.
Серед птахів, крім океанічних, що мешкають на узбережжях і зимуючих наземних, мешкає близько 40 родів осілих наземних птахів, що гніздяться, наприклад гавайські квіткарки. Також є 4 ендемічних роди з інших родин. На островах мешкає 105 ендемічних видів. Серед ендемічних видів слід відзначити  гавайську лисуху, гавайського гусака і гавайських квіткарок.
Плазуни представлені  геконами переважно з родів Hemidactylus і Lepidodactylus і  сцинками з родів Ablepharus, Lygosoma, всі 9 видів з яких є завезеними. Також завезений 1 вид прісноводної черепахи.
Змії, крім 1 завезеного виду, крокодили і наземні черепахи відсутні. Земноводні налічують 8 видів — усі завезені.
Риби, що мешкають у прісних водоймах, є представниками морських родин.
95 % предків гавайських членистоногих потрапили на острови із західної частини Тихого океану і з Азії. Ендеміки складають 98 % серед  комах. Налічується близько 3325 видів, з яких 2700 видів є ендеміками Гавайських островів. З 200 видів жалких  перетинчастокрилих — 170 видів ендемічні. Денні метелики представлені десятком видів.
Молюсків близько 400 видів, практично всі — ендеміки. Більшість з яких — 300 видів у складі 14 родів, належить до ендемічної родини Achatinellidae.